# سوق الربع (صفاقس)
سوق الربع، يعرف أيضا باسم سوق الرهادرة، وهو واحد من أقدم أسواق المدينة بصفاقس.

## التاريخ
تم تأسيس هذا السوق في العهد الأغلبي بالقرن التاسع، لكن عدة تغيرات طرأت عليه عبر العصور إلى أنه حافظ على خصوصيته في كونه مغطى بالكامل. شكله الحاليّ يعود إلى فترة استقلال البلاد التونسية.
لمدة عقود، كان هذا السوق حكرا على نبلاء مدينة صفاقس وأغنيائها نظرا لجودة وقيمة منتوجاته. وإلى اليوم، لا يزال تجارّه ينتمون للفئة النبيلة من المجتمع. لذلك، إلى جانب دوره التجاري، يلعب سوق الربع دورا اجتماعيا بصفته مكانا للتلاقي.

## أصل التسمية
تعود تسمية سوق الربع بهذا الاسم لوضعية الجلوس التي كان يتخذها تجّاره، بسبب علوّ ارتفاع محلاّتهم. فالباعة به يتربعون أمام حوانيتهم منتظرين الحرفاء، مما يجعله سوق الربع بكسر الراء.
يؤمن بعض المؤرخين أن تسمية الربع جاءت كذلك لكون المنتجات كانت تباع بربع ثمنها الأصليّ في السوق، مما يجعله سوق الربع بضم الراء، إلا أن هذه النظرية على الأرجح غير صحيحة.

## الموقع الجغرافي
يحتلّ سوق الربع كامل المساحة الممتدة من شمال المدينة العتيقة إلى جنوبها، ويربط سوق الصبّاغين بسوق الكامور.ويشقّ وسطه سوق العطّارين المتكون من سوقين قديمين: سوق الحناطين في الشرق، وسوق الربع الصغير في الغرب.

## وصف السوق
مساحة السوق الجملية 2000 متر مربع بها 120 حانوت حسب دراسة قام بها محمود قدورة سنة 1982. هذه المحلات مقسمة على صفين، يعلوها سقف من الحجر والأقواس المصنوعة بالجص. ويرتبط بسوق البلاغين من خلال زقاق شرقيّ صغير كان يطلق عليه اسم «فرخة» خلال القرن التاسع، وله بابان: الأول في سوق الربع والثاني في سوق البلغاجين (المعروف أيضا باسم سوق العقبة).
يتألّف سوق الربع من 3 أسواق: سوق الربع الواسع من الشرق، سوق الربع الصغير وسوق الربع الضيّق من الغرب.
استغلّ سوق الربع الضيّق أساسا كمكان لتخزين العلف، ثم لوضع الحيوانات. ثم أصبح مقرّا لتجارة النسيج.
أما بقية الأسواق فكانت تختص في المواد الصوفيّة (اللفة) وتجارة المعاطف والأغطية والشاشيّات والمراقيم إلخ.. . كذك كمكان لتجارة المواد القادمة من سوريا (الصايا).